# ميوكي ماتسوشيتا
ميوكي ماتسوشيتا (باليابانية: 松下美由紀؛ بالكانا: まつした みゆき) هي مؤدية صوت يابانية، ولدت في 24 ديسمبر 1969 في سايتاما في اليابان.

## وصلات خارجية
- ميوكي ماتسوشيتا على موقع IMDb (الإنجليزية)
- ميوكي ماتسوشيتا على موقع ميوزك برينز (الإنجليزية)
- ميوكي ماتسوشيتا على موقع قاعدة بيانات الفيلم (الإنجليزية)
- ميوكي ماتسوشيتا على موقع ANN person (الإنجليزية)